# 1997 CW29
1997 CW29, também escrito como 1997 CW29, é um objeto transnetuniano que está localizado no cinturão de Kuiper, uma região do Sistema Solar. Este corpo celeste possui uma magnitude absoluta de 6,5 e tem um diâmetro estimado com cerca de 221 km. O astrônomo Mike Brown lista este objeto em sua página na internet como um candidato a possível planeta anão.

## Descoberta
1997 CW29 foi descoberto no dia 8 de fevereiro de 1997 pelos astrônomos Jane Luu, David Jewitt, Chad Trujillo e Jun Chen.

## Órbita
A órbita de 1997 CW29 tem uma excentricidade de 0.079 e possui um semieixo maior de 39.375 UA. O seu periélio leva o mesmo a uma distância de 36,271 UA em relação ao Sol e seu afélio a 42,480 UA.